# Oleksandr Zavarov
Oleksandr Anatolijovyč Zavarov (in ucraino Олександр Анатолійович Заваров?; in russo Александр Анатольевич Заваров?, Aleksandr Anatol’evic Zavarov; Vorošilovgrad, 26 aprile 1961) è un ex calciatore e allenatore di calcio sovietico, dal 1991 ucraino, di ruolo centrocampista o attaccante.
È maggiormente conosciuto con la grafia russa del suo nome, Aleksandr Zavarov.

## Biografia
Soprannominato Sasha (ipocoristico del suo nome), Zavarov è sposato con Ol'ga, ha due figli, uno nato nel 1982, Oleksandr. A Zavarov piace giocare a scacchi e leggere libri. Figlio di operai, ha due fratelli, uno anch'egli operaio e l'altro conducente d'autobus. È un cristiano ortodosso ed è diplomato in educazione fisica. Arrivato a Torino, va ad abitare nella casa che era di Ian Rush, calciatore juventino appena ceduto al Liverpool.
Aveva imparato l'inglese, ma durante gli anni l'ha in gran parte dimenticato. Nonostante abbia giocato per un paio d'anni in Italia, non si è mai sforzato d'imparare l'italiano, avendo assunto un interprete che traduceva per lui. Anche a causa di ciò ci furono spesso incomprensioni tra il sovietico e il tecnico Dino Zoff, è anche per questo non riesce a integrarsi mai né nel club né nella città torinese. Disadattato, Zavarov non era infatti mai riuscito a uscire dal calcio e dallo stile di vita sovietico. Durante la seconda stagione torinese, la società bianconera acquista il connazionale Sjarhej Alejnikaŭ, anche per far ambientare al meglio Zavarov. Inizialmente i due diventano amici, ma dopo poche settimane quest'ultimo prende distacco anche dal sovietico di origini bielorusse.
Nel 2012 si è occupato dell'organizzazione dell'Europeo in Polonia e Ucraina.
Nel 2015, nonostante il richiamo alle armi da parte dell'esercito ucraino, si è rifiutato di andare alla guerra del Donbass contro i separatisti filorussi, motivando ciò con il dichiararsi pacifista nonché con il considerare la Russia come una seconda patria.

## Caratteristiche tecniche

### Giocatore
(Lobanovs'kyj su Zavarov nel 1987.)

Zavarov nel 1988 tra i suoi due allenatori dell'epoca: il selezionatore sovietico Lobanovs'kyj (a sinistra) e il tecnico juventino Zoff (a destra)

Centrocampista offensivo, trequartista o fantasista talentuoso, gioca spesso nel ruolo di regista, pur non essendo classificabile tecnicamente come tale, e con la nazionale sovietica è un centravanti arretrato, «fonte principale del gioco sovietico». Alla Juventus, Zoff lo schiera spesso a centrocampo in veste di regista ma il sovietico non si trova nel ruolo. È un giocatore di qualità, tecnico, dal buon dribbling, capace di fare finte di corpo, rapidi cambi di direzione, che corre, inventa gioco, bravo a smistare i palloni ma non un costante realizzatore. Abbastanza debole in fase difensiva e dotato di un buon lancio lungo, in Italia si rivela essere lento, impacciato, poco propositivo e un mediocre realizzatore/rifinitore, incapace anche di fare movimenti senza palla, soprattutto atti allo smarcamento.
Grazie ai suoi piedi e alla sua intelligenza tattica, era uno dei migliori interpreti del "calcio laboratorio" (o "laboratorio Lobanovs'kyj" o "calcio del duemila") giocato dalla Dinamo Kiev di Valerij Lobanovs'kyj, tanto che lo stesso Lobanovski lo paragona a Maradona.
Esploso nel 1986 e poi confermatosi durante il campionato d'Europa 1988 come calciatore di alto livello, dalle grandi potenzialità e da aspettative anche più grandi, al suo approdo alla Juventus è considerato un «campione», un «fuoriclasse», un fenomeno. Doveva essere il leader della Juventus, ma finisce per essere un «corpo estraneo alla squadra, solitario».
Calciatore triste, dal carattere timido, introverso e distaccato, è stato uno degli idoli di Andrij Ševčenko, uno dei migliori calciatori ucraini di sempre.

## Carriera

### Giocatore

#### Club

##### Gli inizi, Dinamo Kiev

Zavarov (a sinistra) in azione con la maglia della Dinamo Kiev nell'estate 1988, alle prese con l'interista Matthäus nel corso del Memorial Armando Picchi

Dopo aver esordito con lo Zorja, in prima divisione sovietica, si trasferisce al Rostov, rientra al suo primo club nel 1982, giocando nella seconda categoria dell'URSS.
Nel 1983 è acquistato dalla Dinamo Kiev: con quest'ultima società vince sei titoli nazionali in cinque anni, tra cui due campionati sovietici consecutivi e la Coppa delle Coppe nel 1986, affermandosi tra i capocannonieri dell'edizione e segnando nell'occasione anche un gol in finale agli spagnoli dell'Atlético Madrid (3-0). In seguito a queste eccellenti prestazioni, nel 1986 è votato sia calciatore sovietico sia calciatore ucraino dell'anno. Giocando e segnando anche ai Mondiali messicani, è inserito nella lizza per il Pallone d'oro del 1986, classificandosi al sesto posto: qualche anno dopo, il vincitore del Pallone d'oro e suo connazionale Ihor Bjelanov, dichiara che Zavarov meritava di vincerlo al posto suo, avendogli servito parecchi assist. In un sondaggio indetto nel gennaio 1987 dai giornalisti sovietici, Zavarov è giudicato superiore a Bjelanov.
Conclude l'esperienza sovietica con 66 gol in 253 incontri di campionato, alla media di 1 rete ogni 4 partite.

##### Juventus
Nell'estate del 1988 per portare Zavarov in Italia, si deve negoziare sia con la Dinamo Kiev sia con il Ministero dello sport perché i calciatori sono stipendiati dallo Stato, quindi dipendono da esso. Approdato in Italia, il primo agosto annuncia in una conferenza stampa d'esser stato acquistato dalla Juventus, anticipando la società e l'allenatore Zoff. Una settimana più tardi, il suo acquisto è ufficializzato e l'operazione costa 7 miliardi di lire (5 milioni di dollari, dei quali 2 vanno al Ministero dello sport, 2 alla Dinamo Kiev, 1 allo Stato). Firma un triennale, divenendo il primo calciatore sovietico a militare nel campionato italiano. Per concludere l'affare il club bianconero mobilita anche la FIAT. Inoltre, l'ingaggio accordato nel contratto va al governo sovietico che in seguito passa a Zavarov uno stipendio mensile di 1,2 milioni di lire (circa 600 euro odierni, uno dei più bassi stipendi di tutto il calcio professionistico italiano). Per contratto la società gli fa avere una Fiat Tipo.

Lo juventino Zavarov salta il leccese Righetti nel corso del campionato italiano 1988-1989

Zavarov arriva senza troppo clamore in un momento difficile per la società juventina, poiché in seguito al ritiro di Michel Platini il club torinese sta cercando un degno erede; anche perché quello precedentemente designato, Marino Magrin, non sembra all'altezza di tale compito, tant'è che il presidente Giampiero Boniperti non gli aveva assegnato nemmeno il numero dieci che era del francese e che gli spetterebbe, giocando nello stesso ruolo, preferendo dargli il meno impegnativo numero otto che era stato dello stesso Boniperti in passato. Al suo arrivo a Torino, circa lo stesso Platini, inizialmente Zavarov dichiara che «lui è stato un grandissimo giocatore, io non lo sono, forse lo diventerò, farò il possibile», ma in seguito cambia idea e afferma di essere anche migliore del francese; ben presto, tuttavia, le prestazioni che offre sul campo cominciano a dargli torto. Acquistato troppo tardi per essere inserito nella lista per le competizioni UEFA, Zavarov deve aspettare fino ai quarti di finale, a marzo, per poter sperare di giocare in Europa.
A causa della sua militanza nella Dinamo, Zavarov è ribattezzato dalla stampa Alessandrino di Kiev o l'uomo di Kiev e anche come lo Zar (di Luhansk), per via del suo passato allo Zorja.
Accolto calorosamente dai tifosi, il 14 settembre seguente, il sovietico debutta in casa nella sfida di Coppa Italia contro l'Ascoli (0-2), rendendosi decisivo in negativo nella sconfitta bianconera, realizzando suo malgrado un'autorete che consente agli ospiti di passare in vantaggio dopo un quarto d'ora: cinque minuti dopo è costretto al cambio per infortunio, uscendo al posto di Antonio Cabrini. Si riprende in tempo per la partita contro il Brescia in Coppa Italia: sigla una doppietta, dando l'iniziale impressione di poter essere un degno erede di Platini, poi al debutto in campionato va in gol il 16 ottobre 1988 in Juve-Cesena (2-2). Secondo il giornalista Gigi Riva, a fine stagione Zavarov sarà, assieme a Lothar Matthäus, lo straniero più positivo del torneo. Il 12 novembre successivo, Arrigo Sacchi lo convoca per un incontro della nazionale di Lega contro la Polonia a Milano (2-2), ma il sovietico si rifiuta di andare, dichiarando di essere infortunato, perché nella precedente partita contro il Milan, il tecnico rossonero l'aveva schernito.

Zavarov in azione in maglia juventina nella stagione 1989-1990

Parte sottotono nella sfida contro il Napoli di Maradona (persa 3-5), giocando bene nella seconda frazione di gioco, dove riesce a fornire un assist con un passaggio filtrante (per Roberto Galia, 1-3), riuscendo poi a segnare anche il gol del parziale 2-3. Nella settimana seguente, la Juventus affronta e batte il Lecce (1-0), ma Zavarov si distingue per l'espulsione rimediata a pochi minuti dal termine per un fallo di reazione su Roberto Miggiano. Nei giorni seguenti il sovietico subisce un brusco crollo di condizione, anche a causa del fatto che era abituato a giocare in un campionato solare (da gennaio a ottobre) e quindi non si era mai riposato e il fisico aveva sorretto finché aveva potuto, nonostante anche in seguito continui a dichiarare che sta bene fisicamente. Il bilancio in questi suoi primi tre mesi è già molto deludente, inoltre si rivela allergico alle conferenze stampa e ai giornalisti, rilasciando di sovente dichiarazioni spaesate.
Nella seconda parte della stagione, il tecnico bianconero schiera Zavarov prima da regista, poi da trequartista, poi da attaccante aggiunto e infine ritornando al ruolo di regista. Gioca in maniera decente solo contro il Pescara (1-1). Nel mese di marzo, il sovietico comincia a soffrire maggiormente il calcio e lo stile di vita italiano rispetto ai primi mesi, complici alcune incomprensioni. Dopo avergli confermato la fiducia, pian piano nel corso della stagione, Zoff finisce per lasciare spesso e volentieri il sovietico in panchina. Alla sua prima stagione bianconera, è poco incisivo sotto porta e a fine stagione la dirigenza juventina, considerando la stagione di Zavarov fallimentare, cerca di piazzarlo in prestito all'Hellas Verona o al Bologna e in un secondo momento sembra che il sovietico debba arrivare assieme al connazionale Sergei Aleinikov tra le file del Genoa.
Nonostante fosse già pronto un contratto per il prestito a Bologna, Zavarov resta alla Juve per un'altra stagione e, onde creargli un ambiente migliore, gli viene affiancato il compagno di nazionale Aleinikov. Ritorna ad allenarsi per qualche giorno con la Dinamo Kiev. Alla sua seconda stagione alla Juventus, col paragone con Platini che continua a condizionarlo negativamente, decide che la maglia numero dieci pesa troppo sicché la cede a Giancarlo Marocchi, facendosi dare la numero nove: ciò nonostante, a posteriori Zavarov è ricordato come il peggiore numero dieci della storia bianconera. Dopo le buone prestazioni nel precampionato decide la prima sfida europea della stagione bianconera, segnando lo 0-1 contro il Górnik Zabrze. In seguito a qualche giornata decente (va in gol contro Ascoli, Udinese e il Taranto in Coppa Italia), Zavarov ha un nuovo calo di forma nel novembre 1989, ma nonostante ciò, Zoff si ritiene soddisfatto per quanto mostrato dal sovietico nei primi mesi della sua seconda stagione.

Zavarov, tra i compagni di squadra Bruno (a sinistra) e Bonetti (a destra), festeggia la vittoria della Juventus nella Coppa UEFA 1989-1990

Il 10 gennaio 1990 decide la sfida valida per il terzo turno di Coppa Italia contro il Pescara (0-1) e nella settimana seguente va in gol contro la Fiorentina (2-2). Verso la fine di febbraio si stira il retto femorale destro in allenamento, dovendo stare fuori dai terreni di gioco per almeno un mese. Verso metà marzo ritorna ad allenarsi in gruppo, ma a inizio aprile non si è ancora ripreso totalmente, rischiando d'aver già terminato la stagione in anticipo. Nell'aprile 1990 le sofferenze (psicologiche più che fisiche) di Zavarov si fanno più acute e il pretesto per andarsene da Torino sarebbe un pestone rifilatogli da Maradona qualche settimana prima nella sfida a Napoli. Già ad aprile si sa che Zavarov verrà ceduto e che probabilmente la Juventus dovrà pagare l'anno che gli resta nel contratto (circa 2 000 dollari, più una buonuscita di circa 100 milioni di lire). Segna ancora contro Udinese (1-1) e nell'ultima partita di campionato a Lecce (2-3): a fine stagione conquista il double vincendo da comparsa Coppa Italia e Coppa UEFA, ma nell'arco delle due stagioni disputate con i colori della Juventus, complessivamente delude le grandi aspettative create attorno a sé.
Totalizza 13 gol in 76 partite tra campionato e coppe con la società italiana. Oggi è considerato come uno dei più grandi flop (o "bidoni") del calcio italiano e uno dei peggiori acquisti nella storia della Juventus.

##### Nancy e Saint-Dizier
Nel 1990 è ceduto in Francia, nel Nancy, altra squadra di Platini di cui doveva essere l'erede, arrivando ai francesi proprio grazie alla mediazione di Le Roi, anche perché il padre di quest'ultimo, Aldo Platini, è un dirigente nel club. Gioca nel Nancy sino alla metà del decennio con risultati discreti, anche se migliori rispetto al suo periodo in Italia. Si trasferisce al Saint-Dizier, in quinta divisione francese, di cui veste la maglia fino al 1998 per poi intraprendere la carriera da allenatore.

#### Nazionale

Zavarov in azione con la maglia dell'Unione Sovietica al

Conta 41 presenze e 6 reti con la nazionale sovietica, messe assieme tra il 1985 e il 1990. In questo periodo è uno dei calciatori fondamentali della propria nazionale.
Esordisce il 7 agosto 1985 contro la Romania  (2-0), realizzando il suo primo gol con l'URSS nel campionato del mondo 1986 in Messico, alla decima presenza, contro il Canada nella gara valevole per la fase a gironi. Con la maglia sovietica fu poi finalista al campionato d'Europa 1988 in Germania Ovest, battuto dai Paesi Bassi, e prese parte al successivo campionato del mondo 1990 in Italia.

### Allenatore
Dopo aver appeso gli scarpini al chiodo, tenta di fare l'imprenditore, con successi così scarsi che decide di ritornare nel mondo del calcio, per fare l'allenatore. Dopo aver fatto l'allenatore-giocatore in quinta divisione francese, nell'agosto 2003 si trasferisce al Wil, dov'è chiamato dal presidente, il suo connazionale e Pallone d'oro 1986, Igor Belanov, che ha appena rilevato la società, terzultima in classifica nella prima divisione svizzera. Zavarov però non ha la licenza per allenare e la federcalcio svizzera gli dà un permesso fino al 31 dicembre 2003. Scaduto il permesso, nel 2004 resta nel Wil e diviene direttore sportivo, lasciando la panchina a Joachim Müller. In seguito allena i kazaki dell'Astana, le giovanili dell'FK Mosca e le giovanili del Nancy (lavorando anche in una brasserie nei pressi di Nancy). Nel gennaio 2005 è ufficializzato il suo passaggio sulla panchina del Metalist. Nella stagione seguente passa all'Arsenal Kiev, ottenendo la salvezza alla prima stagione. Nel 2010, dopo aver perso 8 incontri su 10, si dimette dall'incarico.
Dal 2012 è nello staff tecnico della nazionale ucraina.

## Statistiche

### Cronologia presenze e reti in nazionale
| Cronologia completa delle presenze e delle reti in nazionale ― Unione Sovietica | Cronologia completa delle presenze e delle reti in nazionale ― Unione Sovietica | Cronologia completa delle presenze e delle reti in nazionale ― Unione Sovietica | Cronologia completa delle presenze e delle reti in nazionale ― Unione Sovietica | Cronologia completa delle presenze e delle reti in nazionale ― Unione Sovietica | Cronologia completa delle presenze e delle reti in nazionale ― Unione Sovietica | Cronologia completa delle presenze e delle reti in nazionale ― Unione Sovietica | Cronologia completa delle presenze e delle reti in nazionale ― Unione Sovietica |
| Data                                                                            | Città                                                                           | In casa                                                                         | Risultato                                                                       | Ospiti                                                                          | Competizione                                                                    | Reti                                                                            | Note                                                                            |
| ------------------------------------------------------------------------------- | ------------------------------------------------------------------------------- | ------------------------------------------------------------------------------- | ------------------------------------------------------------------------------- | ------------------------------------------------------------------------------- | ------------------------------------------------------------------------------- | ------------------------------------------------------------------------------- | ------------------------------------------------------------------------------- |
| 7-8-1985                                                                        | Mosca                                                                           | Unione Sovietica                                                                | 2 – 0                                                                           | Romania                                                                         | Amichevole                                                                      | -                                                                               | 56’                                                                             |
| 25-9-1985                                                                       | Mosca                                                                           | Unione Sovietica                                                                | 1 – 0                                                                           | Danimarca                                                                       | Qual. Mondiali 1986                                                             | -                                                                               | 26’                                                                             |
| 16-10-1985                                                                      | Mosca                                                                           | Unione Sovietica                                                                | 2 – 0                                                                           | Irlanda                                                                         | Qual. Mondiali 1986                                                             | -                                                                               | 84’                                                                             |
| 30-10-1985                                                                      | Mosca                                                                           | Unione Sovietica                                                                | 1 – 0                                                                           | Norvegia                                                                        | Qual. Mondiali 1986                                                             | -                                                                               |                                                                                 |
| 22-1-1986                                                                       | Las Palmas                                                                      | Spagna                                                                          | 2 – 0                                                                           | Unione Sovietica                                                                | Amichevole                                                                      | -                                                                               | 51’                                                                             |
| 19-2-1986                                                                       | Città del Messico                                                               | Messico                                                                         | 1 – 0                                                                           | Unione Sovietica                                                                | Amichevole                                                                      | -                                                                               |                                                                                 |
| 26-3-1986                                                                       | Tbilisi                                                                         | Unione Sovietica                                                                | 0 – 1                                                                           | Inghilterra                                                                     | Amichevole                                                                      | -                                                                               | 75’                                                                             |
| 2-6-1986                                                                        | Irapuato                                                                        | Unione Sovietica                                                                | 6 – 0                                                                           | Ungheria                                                                        | Mondiali 1986 - 1º turno                                                        | -                                                                               |                                                                                 |
| 5-6-1986                                                                        | León                                                                            | Francia                                                                         | 1 – 1                                                                           | Unione Sovietica                                                                | Mondiali 1986 - 1º turno                                                        | -                                                                               | 58’                                                                             |
| 9-6-1986                                                                        | Irapuato                                                                        | Canada                                                                          | 0 – 2                                                                           | Unione Sovietica                                                                | Mondiali 1986 - 1º turno                                                        | 1                                                                               | 61’                                                                             |
| 15-6-1986                                                                       | León                                                                            | Unione Sovietica                                                                | 3 – 4 dts                                                                       | Belgio                                                                          | Mondiali 1986 - Ottavi di finale                                                | -                                                                               | 72’                                                                             |
| 20-8-1986                                                                       | Göteborg                                                                        | Svezia                                                                          | 0 – 0                                                                           | Unione Sovietica                                                                | Amichevole                                                                      | -                                                                               |                                                                                 |
| 24-9-1986                                                                       | Reykjavík                                                                       | Islanda                                                                         | 1 – 1                                                                           | Unione Sovietica                                                                | Qual. Euro 1988                                                                 | -                                                                               |                                                                                 |
| 11-10-1986                                                                      | Parigi                                                                          | Francia                                                                         | 0 – 2                                                                           | Unione Sovietica                                                                | Qual. Euro 1988                                                                 | -                                                                               |                                                                                 |
| 29-10-1986                                                                      | Sinferopoli                                                                     | Unione Sovietica                                                                | 4 – 0                                                                           | Norvegia                                                                        | Qual. Euro 1988                                                                 | -                                                                               | 20’                                                                             |
| 18-2-1987                                                                       | Swansea                                                                         | Galles                                                                          | 0 – 0                                                                           | Unione Sovietica                                                                | Amichevole                                                                      | -                                                                               | Ammonizione                                                                     |
| 29-4-1987                                                                       | Kiev                                                                            | Unione Sovietica                                                                | 2 – 0                                                                           | Germania Est                                                                    | Qual. Euro 1988                                                                 | 1                                                                               |                                                                                 |
| 3-6-1987                                                                        | Oslo                                                                            | Norvegia                                                                        | 0 – 1                                                                           | Unione Sovietica                                                                | Qual. Euro 1988                                                                 | 1                                                                               |                                                                                 |
| 10-10-1987                                                                      | Berlino Est                                                                     | Germania Est                                                                    | 1 – 1                                                                           | Unione Sovietica                                                                | Qual. Euro 1988                                                                 | -                                                                               | 60’                                                                             |
| 23-3-1988                                                                       | Amarousio                                                                       | Grecia                                                                          | 0 – 4                                                                           | Unione Sovietica                                                                | Amichevole                                                                      | -                                                                               | 63’                                                                             |
| 31-3-1988                                                                       | Berlino Ovest                                                                   | Argentina                                                                       | 2 – 4                                                                           | Unione Sovietica                                                                | Amichevole                                                                      | 1                                                                               |                                                                                 |
| 2-4-1988                                                                        | Berlino Ovest                                                                   | Svezia                                                                          | 2 – 0                                                                           | Unione Sovietica                                                                | Amichevole                                                                      | -                                                                               |                                                                                 |
| 27-4-1988                                                                       | Trnava                                                                          | Cecoslovacchia                                                                  | 1 – 1                                                                           | Unione Sovietica                                                                | Amichevole                                                                      | -                                                                               | 75’                                                                             |
| 12-6-1988                                                                       | Colonia                                                                         | Unione Sovietica                                                                | 1 – 0                                                                           | Paesi Bassi                                                                     | Euro 1988 - 1º turno                                                            | -                                                                               | 90’                                                                             |
| 15-6-1988                                                                       | Hannover                                                                        | Irlanda                                                                         | 1 – 1                                                                           | Unione Sovietica                                                                | Euro 1988 - 1º turno                                                            | -                                                                               |                                                                                 |
| 18-6-1988                                                                       | Francoforte sul Meno                                                            | Inghilterra                                                                     | 1 – 3                                                                           | Unione Sovietica                                                                | Euro 1988 - 1º turno                                                            | -                                                                               | 86’                                                                             |
| 22-6-1988                                                                       | Stoccarda                                                                       | Unione Sovietica                                                                | 2 – 0                                                                           | Italia                                                                          | Euro 1988 - Semifinale                                                          | -                                                                               |                                                                                 |
| 25-6-1988                                                                       | Monaco di Baviera                                                               | Paesi Bassi                                                                     | 2 – 0                                                                           | Unione Sovietica                                                                | Euro 1988 - Finale                                                              | -                                                                               |                                                                                 |
| 17-8-1988                                                                       | Turku                                                                           | Finlandia                                                                       | 0 – 0                                                                           | Unione Sovietica                                                                | Amichevole                                                                      | -                                                                               |                                                                                 |
| 31-8-1988                                                                       | Reykjavík                                                                       | Islanda                                                                         | 1 – 1                                                                           | Unione Sovietica                                                                | Qual. Mondiali 1990                                                             | -                                                                               |                                                                                 |
| 19-10-1988                                                                      | Kiev                                                                            | Unione Sovietica                                                                | 2 – 0                                                                           | Austria                                                                         | Qual. Mondiali 1990                                                             | 1                                                                               |                                                                                 |
| 22-3-1989                                                                       | Eindhoven                                                                       | Paesi Bassi                                                                     | 2 – 0                                                                           | Unione Sovietica                                                                | Qual. Mondiali 1990                                                             | -                                                                               |                                                                                 |
| 26-4-1989                                                                       | Kiev                                                                            | Unione Sovietica                                                                | 3 – 0                                                                           | Germania Est                                                                    | Qual. Mondiali 1990                                                             | -                                                                               |                                                                                 |
| 10-5-1989                                                                       | Istanbul                                                                        | Turchia                                                                         | 0 – 1                                                                           | Unione Sovietica                                                                | Qual. Mondiali 1990                                                             | -                                                                               |                                                                                 |
| 31-5-1989                                                                       | Mosca                                                                           | Unione Sovietica                                                                | 1 – 1                                                                           | Islanda                                                                         | Qual. Mondiali 1990                                                             | -                                                                               |                                                                                 |
| 6-9-1989                                                                        | Vienna                                                                          | Austria                                                                         | 0 – 0                                                                           | Unione Sovietica                                                                | Qual. Mondiali 1990                                                             | -                                                                               | 60’                                                                             |
| 8-10-1989                                                                       | Karl-Marx-Stadt                                                                 | Germania Est                                                                    | 2 – 1                                                                           | Unione Sovietica                                                                | Qual. Mondiali 1990                                                             | -                                                                               |                                                                                 |
| 15-11-1989                                                                      | Sinferopoli                                                                     | Unione Sovietica                                                                | 2 – 0                                                                           | Turchia                                                                         | Qual. Mondiali 1990                                                             | -                                                                               |                                                                                 |
| 9-6-1990                                                                        | Bari                                                                            | Romania                                                                         | 2 – 0                                                                           | Unione Sovietica                                                                | Mondiali 1990 - 1º turno                                                        | -                                                                               |                                                                                 |
| 13-6-1990                                                                       | Napoli                                                                          | Argentina                                                                       | 2 – 0                                                                           | Unione Sovietica                                                                | Mondiali 1990 - 1º turno                                                        | -                                                                               | 86’                                                                             |
| 18-6-1990                                                                       | Bari                                                                            | Camerun                                                                         | 0 – 4                                                                           | Unione Sovietica                                                                | Mondiali 1990 - 1º turno                                                        | 1                                                                               | 46’                                                                             |
| Totale                                                                          |                                                                                 | Presenze                                                                        | 41                                                                              |                                                                                 | Reti                                                                            | 6                                                                               |                                                                                 |

## Palmarès

### Giocatore

#### Club

##### Competizioni nazionali
- Campionato sovietico: 2

Dinamo Kiev: 1985, 1986
- Coppa dell'URSS: 3

SKA Rostov: 1981
Dinamo Kiev: 1984-1985, 1986-1987
- Supercoppa sovietica: 2

Dinamo Kiev: 1985, 1986
- Coppa Italia: 1

Juventus: 1989-1990

##### Competizioni internazionali
- Coppa delle Coppe: 1

Dinamo Kiev: 1985-1986
- Coppa UEFA: 1

Juventus: 1989-1990

#### Individuale
- Calciatore sovietico dell'anno: 1

1986
- Calciatore ucraino dell'anno: 1

1986
- Capocannoniere della Coppa delle Coppe UEFA: 1

1985-1986 (5 gol)